# 낙산길 (서울)
낙산길(駱山길, Naksan-gil)은 서울특별시 종로구 동숭동 31-25에서 숭인동 23-1까지를 잇는 도로다. 도로명은 종로구와 성북구의 경계를 이루고 있는 산인 낙산의 이름에서 유래하였다.

## 연혁
- 1977년 10월 31일: 현재의 낙산공원~청룡사 간 1.09 km 완공[1][2]
- 1980년 6월 2일: 현재의 동숭동~낙산공원 간 0.55 km 완공[3][4]
- 2002년 6월 12일: 낙산공원 1단계 완공에 따라 공원 구간 단절
- 2010년 6월 10일: 성북구 도로명 주소 고시
- 2010년 7월 2일: 종로구 도로명 주소 고시

## 주요 경유지
서울특별시
- 종로구 (동숭동 - 창신동 - 숭인동)
- 성북구 (삼선동1가 - 삼선동2가 - 보문동3가 - 보문동6가)

## 노선
| 교차로                    | 접속 노선      | 소재지 | 소재지    | 비고             |
| ------------------------- | -------------- | ------ | --------- | ---------------- |
|                           | 동숭길         | 종로구 | 이화동    | 교차로 이름 없음 |
| 도로 단절 구간 (낙산공원) |                |        |           |                  |
|                           | 낙산성곽서길   | 종로구 | 이화동    | 교차로 이름 없음 |
|                           | 낙산성곽길     | 종로구 | 창신제2동 | 교차로 이름 없음 |
|                           | 삼선교로16가길 | 종로구 | 창신제3동 | 교차로 이름 없음 |
|                           | 동망산길       | 종로구 | 숭인제1동 | 교차로 이름 없음 |
| 보문사길                  |                | 종로구 | 숭인제1동 | 교차로 이름 없음 |

## 부속도로
- ● : 전 구간 해당
- ▲ : 일부 구간 해당
- ✖ : 해당 없음

| 도로명  | 기점           | 종점          | 총연장 (m) | 차량 통행 가능 | 일방통행 | 소재지 | 소재지    |
| ------- | -------------- | ------------- | ---------- | -------------- | -------- | ------ | --------- |
| 낙산1길 | 동숭동 129-3   | 동숭동 129-35 | 156        | ▲              | ✖        | 종로구 | 이화동    |
| 낙산2길 | 동숭동 129-3   | 동숭동 2-10   | 132        | ✖              | ✖        | 종로구 | 이화동    |
| 낙산3길 | 동숭동 129-181 | 동숭동 190-29 | 191        | ▲              | ✖        | 종로구 | 이화동    |
| 낙산4길 | 동숭동 50-111  | 이화동 9-153  | 298        | ▲              | ✖        | 종로구 | 이화동    |
| 낙산5길 | 창신동 611-37  | 창신동 23-313 | 430        | ●              | ✖        | 종로구 | 창신제2동 |
| 낙산5길 | 창신동 611-37  | 창신동 23-313 | 430        | ●              | ✖        | 종로구 | 창신제3동 |

## 주요 건물 및 시설
- 낙산공원매점 (서울특별시 종로구 낙산길 54)
- 낙산공원전시관 (서울특별시 종로구 낙산길 54)
- 창신쌍용아파트2지구 (서울특별시 종로구 낙산길 198)
- 원각사 (서울특별시 종로구 낙산길 202-15)
- 삼선현대힐스테이트 (서울특별시 성북구 낙산길 243-15)
- 서울명신초등학교 (서울특별시 종로구 낙산길 250)
- 이편한세상보문 (서울특별시 성북구 낙산길 255)
- 숭인교회 (서울특별시 종로구 낙산길 258)
- 구립마로니에경로당 (서울특별시 종로구 낙산1길 21)
- 예체뜰안2차빌라 (서울특별시 종로구 낙산3길 31)
- 동숭어린이집 (서울특별시 종로구 낙산4길 24)